# (36629) 2000 QJ168
2000 QJ168 (asteroide 36629) é um asteroide da cintura principal. Possui uma excentricidade de 0.04563570 e uma inclinação de 3.66688º.
Este asteroide foi descoberto no dia 31 de agosto de 2000 por LINEAR em Socorro.